# Pistolet maszynowy PA3-DM
PA3-DM – argentyński pistolet maszynowy produkowany przez firmę Fabrica Militar de Armas Portatiles Domingo Matheu z Rosario. W latach 80. znajdował się na uzbrojeniu armii argentyńskiej.

## Opis
PA3-DM jest bronią samoczynno-samopowtarzalną. Zasada działania oparta na odrzucie zamka swobodnego. Zamek nasuwa się na lufę obejmując w przednim położeniu 180 mm jej długości. Mechanizm spustowy umożliwia prowadzenie ognia pojedynczego i seriami. Bezpiecznik nastawny połączony z przełącznikiem rodzaju ognia. Drugim bezpiecznikiem jest automatyczny bezpiecznik chwytowy.
PA3-DM jest bronią zasilaną przy pomocy dwurzędowych magazynków pudełkowych o pojemności 25 naboi. Gniazdo magazynka znajduje się w chwycie.
Lufa o długości 290 mm, ma 6 bruzd o skoku 250 mm.
Kolba stała, z tworzywa sztucznego, albo wysuwana, wykonana z metalowego pręta. Łoże z tworzywa sztucznego. Przyrządy celownicze mechaniczne (celownik przerzutowy, ze szczerbinką, nastawy 50 i 100 m).
PA3-DM jest przystosowany do miotania granatów nasadkowych.